# Шварцах-ам-Майн
Шварцах-ам-Майн (нім. Schwarzach am Main) — громада в Німеччині, розташована в землі Баварія. Підпорядковується адміністративному округу Нижня Франконія. Входить до складу району Кітцинген.
Площа — 21,11 км2. Населення становить 3618 ос. (станом на 31 грудня 2020).